# Bosklimspitsmuis
De bosklimspitsmuis (Suncus megalurus)  is een zoogdier uit de familie van de spitsmuizen (Soricidae). De wetenschappelijke naam van de soort werd voor het eerst geldig gepubliceerd door Jentink in 1888.

## Kenmerken
Deze spitsmuis heeft een vrij slank, gestroomlijnd lichaam en grote, goed zichtbare oorschelpen, alsook een lange staart (langer dan de kopromplengte). De zachte, fluwelige vacht is bruin op de rug en bijna wit op de buik. De lichaamslengte bedraagt 5 tot 7 cm, de staartlengte 8 tot 9 cm en het gewicht 5 gram.

## Leefwijze
Deze solitaire dieren zijn met tussenpozen dag en nacht actief. Hun voedsel, dat bestaat uit wormen, kevers en rupsen, zoeken ze in losse aarde of strooisel op de grond, maar ook in bomen. Daarvan moeten ze behoorlijk wat eten, want ze moeten per etmaal hun eigen gewicht aan voedsel verorberen. Ze kunnen goed klimmen, waarbij ze hun staart als balanceerstok gebruiken.

## Verspreiding
Deze soort komt vooral voor in bossen, van zeeniveau tot hoog in de bergen. Hij lijkt een vochtige omgeving te prefereren maar wordt ook wel in vrij droge graslanden aangetroffen. De soort komt voor in Angola, Kameroen de Centraal-Afrikaanse Republiek, Congo-Kinshasa, Ivoorkust, Ethiopië, Ghana, Guinee, Liberia, Malawi, Mozambique, Nigeria, Sierra Leone, Togo, Oeganda, Zambia en Zimbabwe.

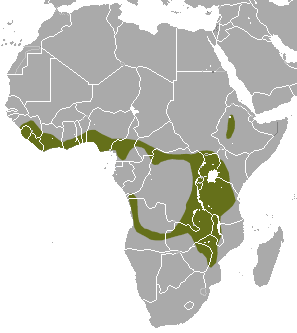
Verspreidingsgebied van de bosklimspitsmuis